# Bosco Marengo
Bosco Marengo és un municipi situat al territori de la província d'Alessandria, a la regió del Piemont, (Itàlia).
Limita amb els municipis d'Alessandria, Basaluzzo, Casal Cermelli, Fresonara, Frugarolo, Novi Ligure, Pozzolo Formigaro, Predosa i Tortona.
Pertanyen al municipi les frazioni de Levata, Pollastra i Quattro Cascine.

## Fills il·lustres
- Antonio Salvarezza (1902-1985), cantant d'òpera (tenor).

## Galeria

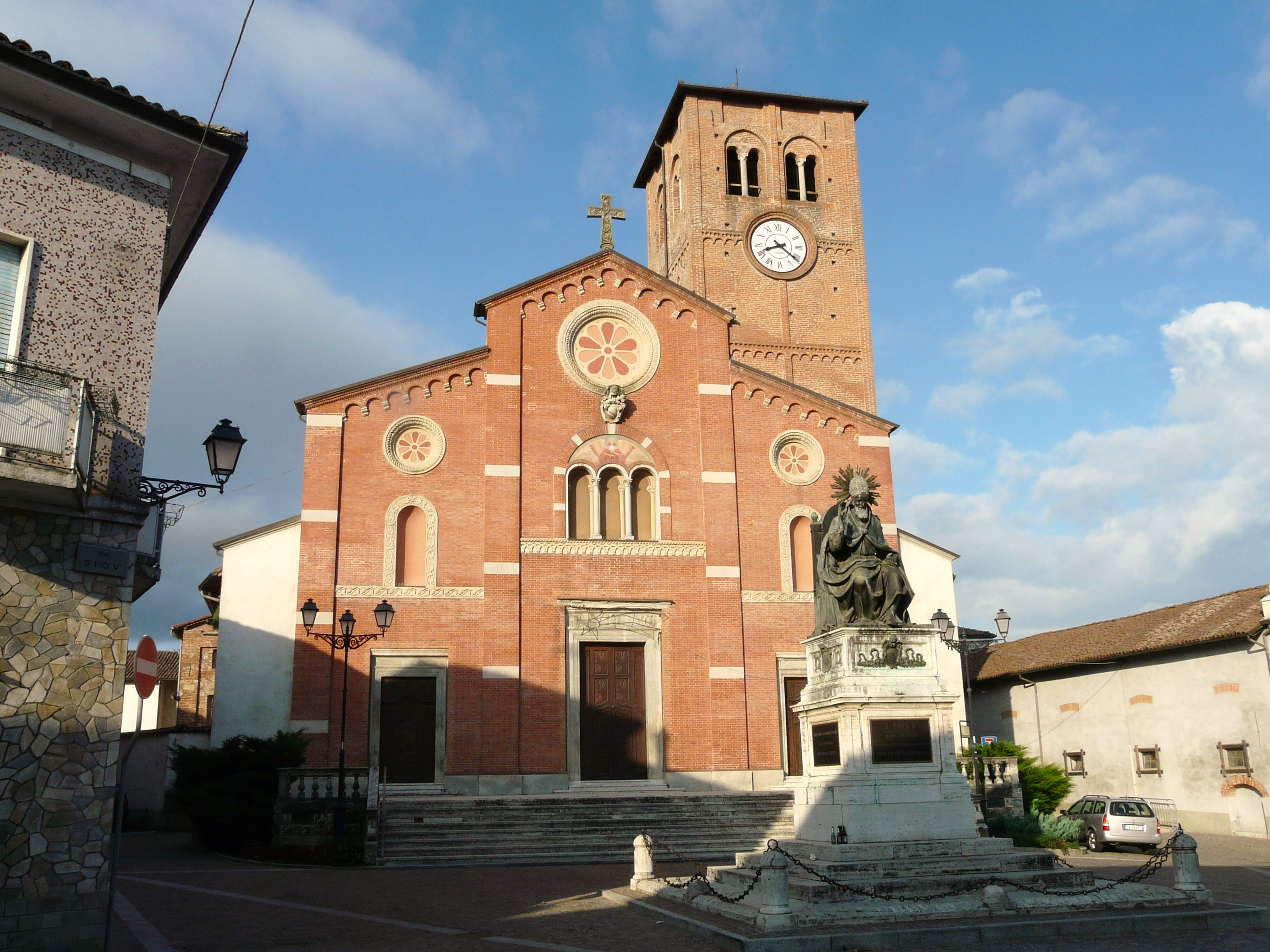
Església de S.Pere
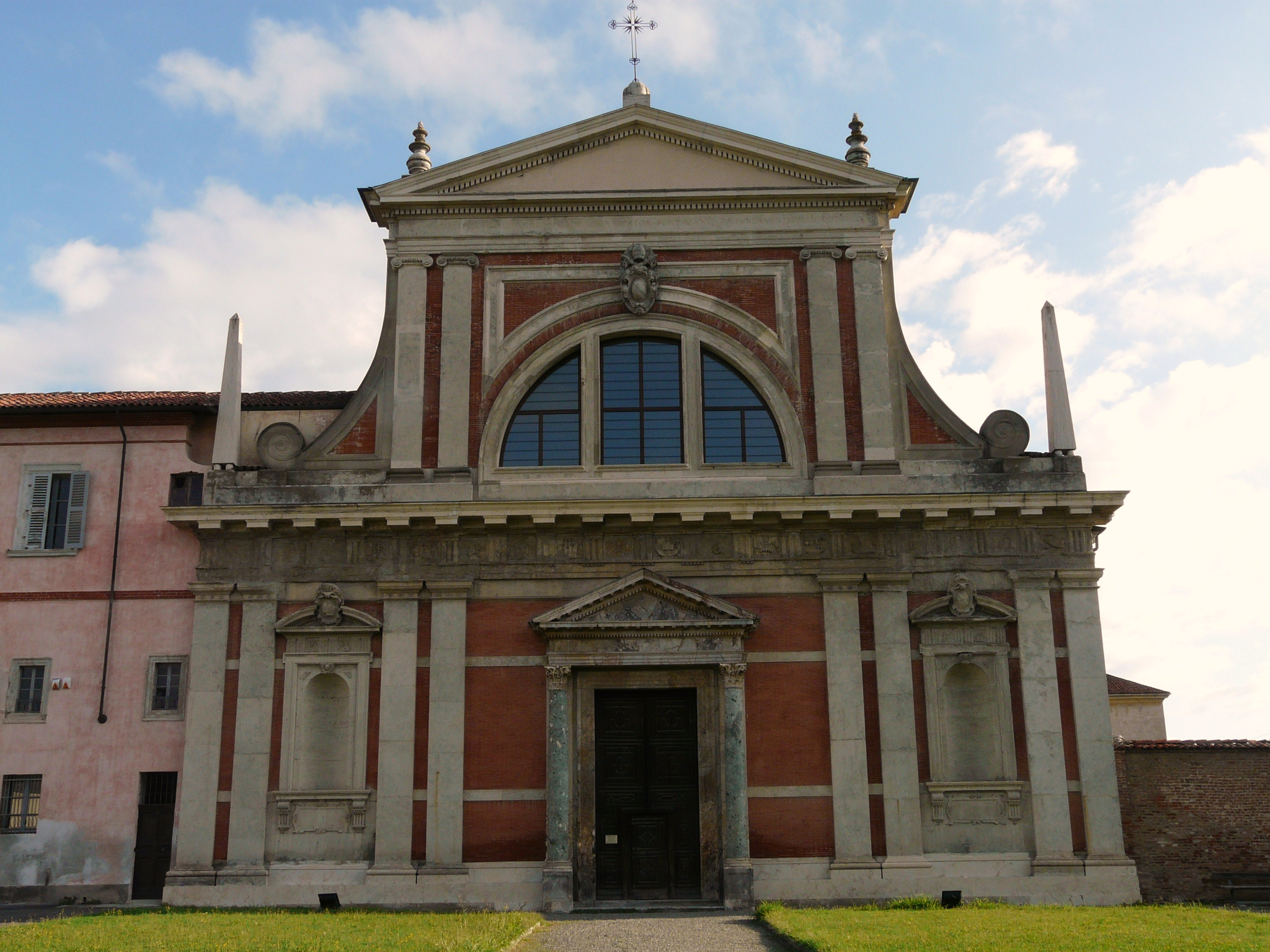
Església de la Santa Creu
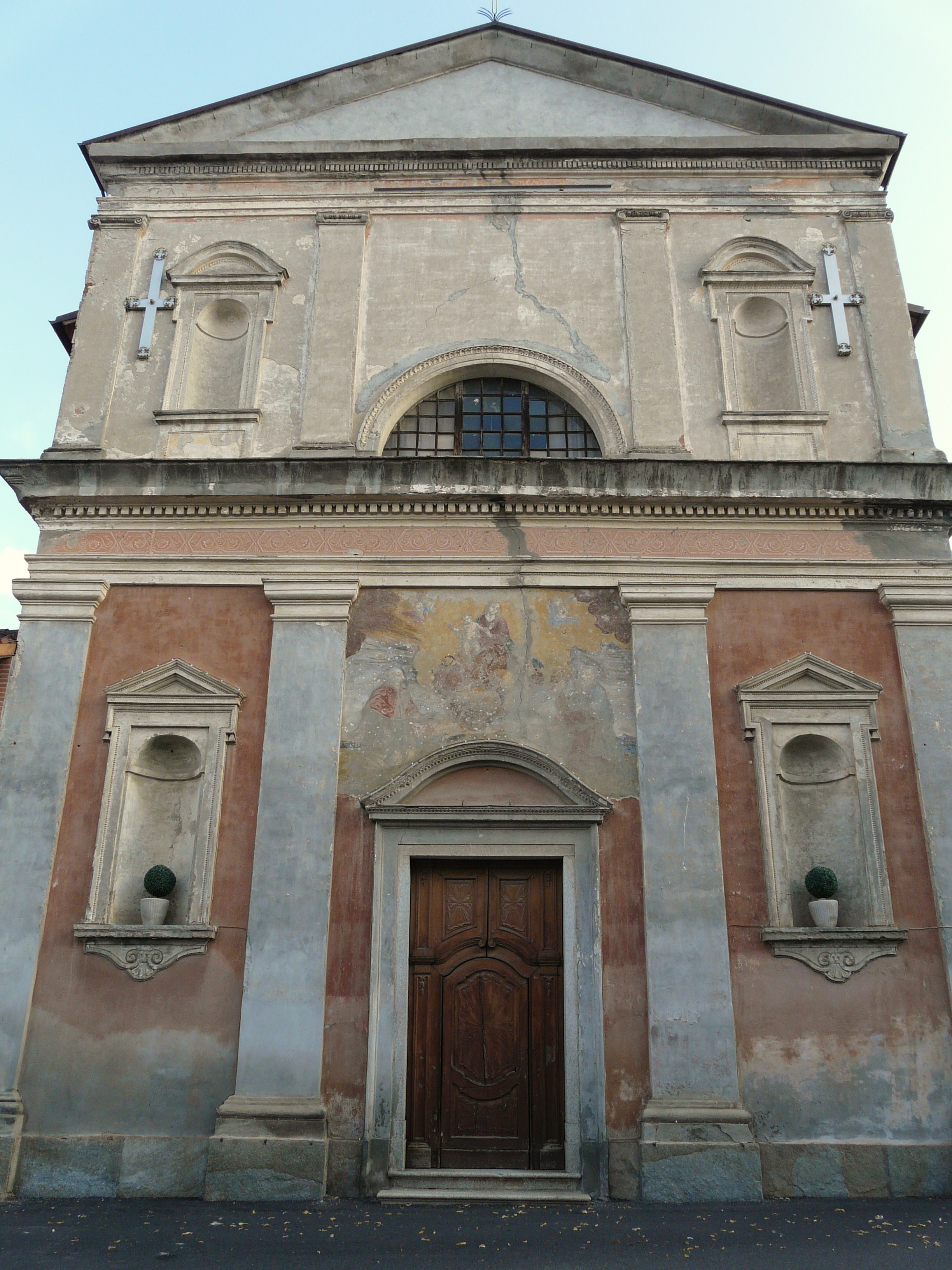
Església de Sant Antoni Abat
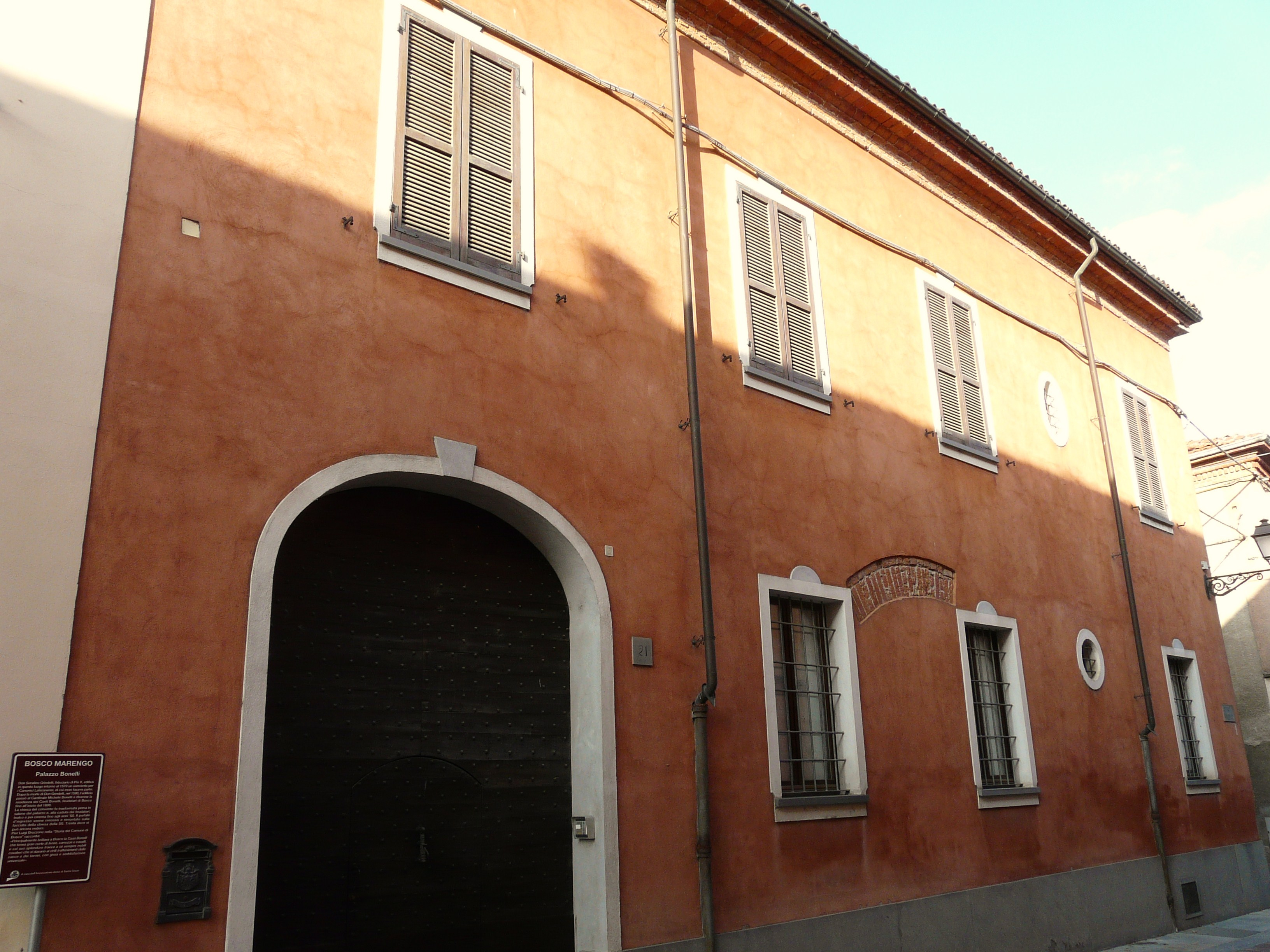
Palazzo Bonelli
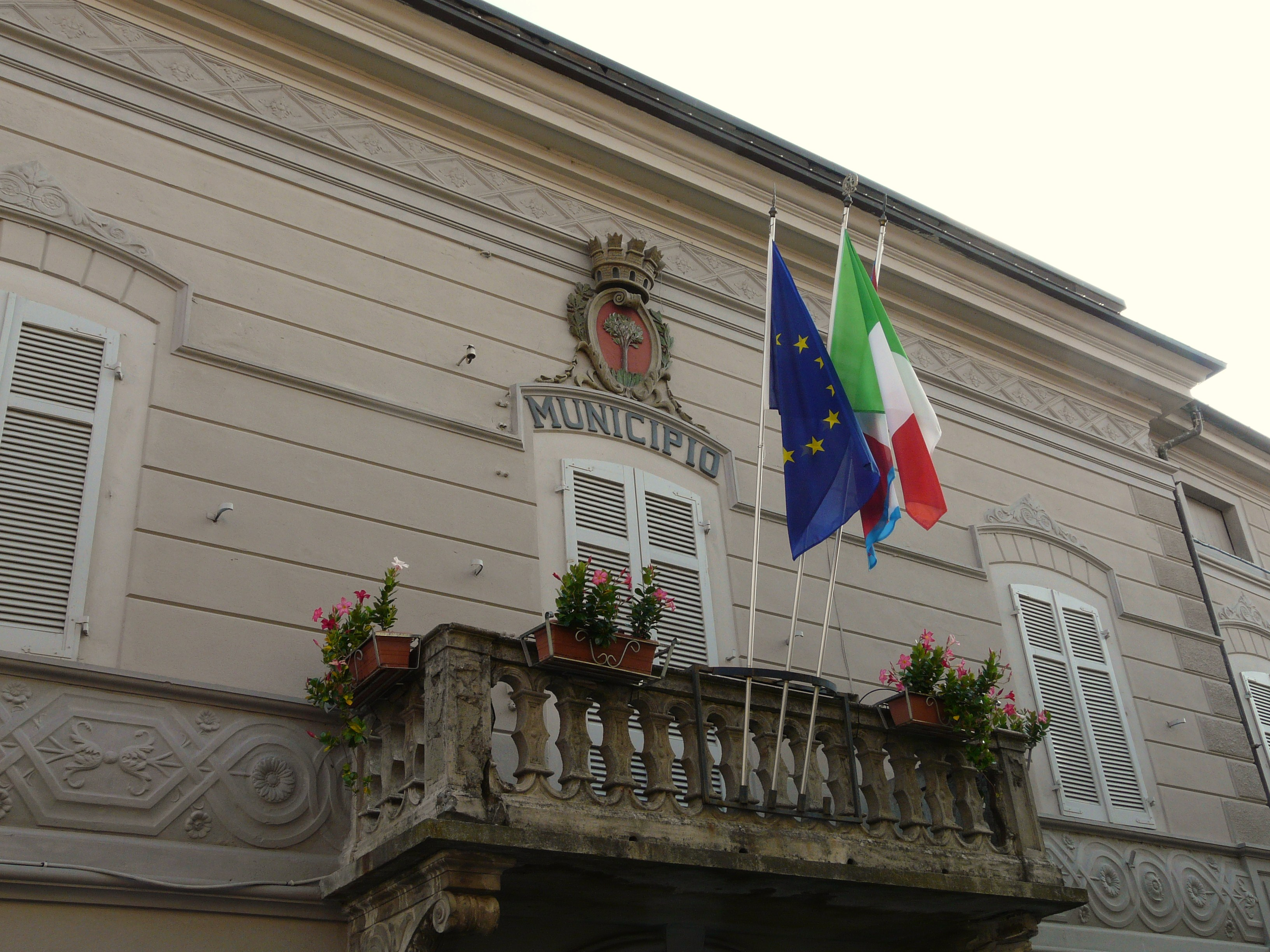
Ajuntament
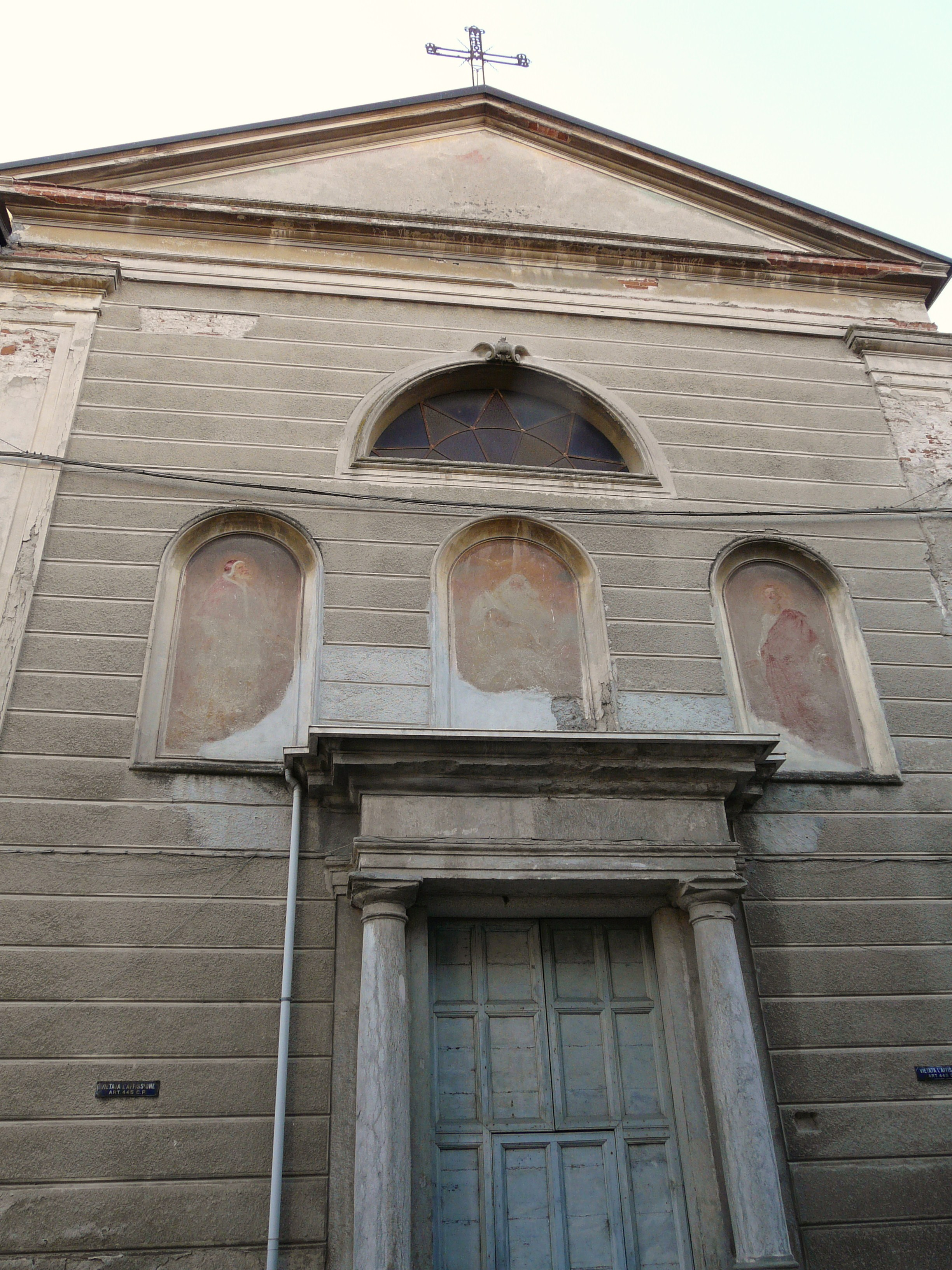
Església de la Santíssima Trinitat
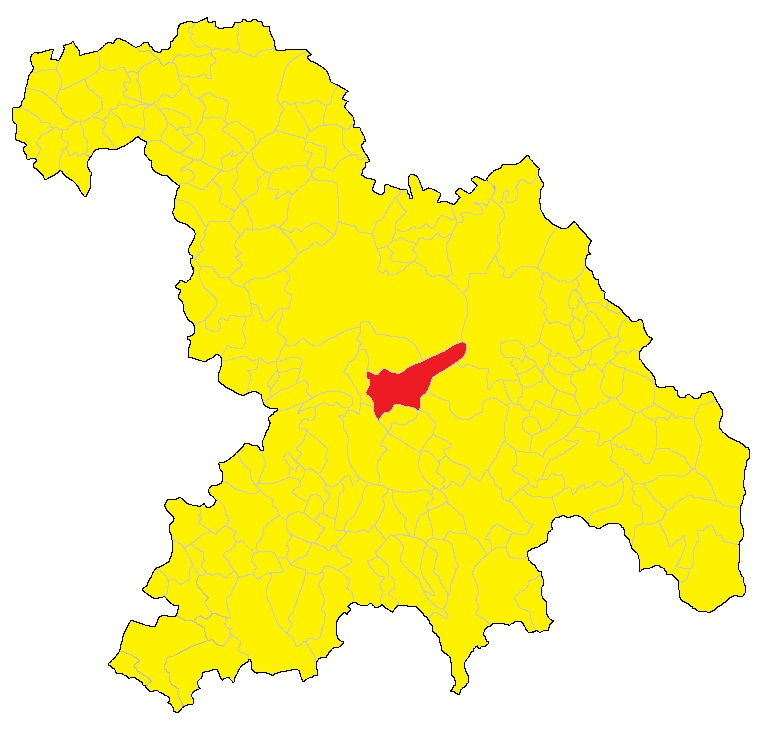
Localització del municipi de Bosco Marengo a la prov. d'Alessandria (Piemont)